# Ekke Ozlberger
Ekke Ozlberger (* 1. Juli 1891 in Triest, Österreich-Ungarn; † 30. Juni 1963 in Wien) war ein österreichischer Porträt-, Landschafts- und Aktmaler sowie Graphiker.

## Leben und Wirken
Der Künstler studierte von 1908 bis 1912 bei Siegmund L’Allemand an der Akademie der bildenden Künste Wien und danach ein Jahr an der Akademie der bildenden Künste München. 1913 setzte er seine Studien in Wien bei Alois Delug fort und beendete diese 1921, unterbrochen durch vierjährigen Kriegsdienst. 1925 wurde er Mitglied der Innviertler Künstlergilde und 1928 des Künstlerhauses. Er schuf Porträts, Akte und Landschaften in schlichtem Naturalismus. Er erhielt eine Reihe von Auszeichnungen.
Er wurde als letztes der ehemaligen NSDAP-Mitglieder am 30. Mai 1952 wieder ins Künstlerhaus aufgenommen, nachdem er im Zuge der Entnazifizierung 1945 aus der Mitgliederliste gestrichen worden war.

## Ausstellungen
- 1913/14 Künstlerhaus Wien
- 1919 bis 1927 Wiener Secessionsgebäude

## Auszeichnungen
- Großer Kunstpreis der Stadt Wien (1931)
- Goldene Ehrenmedaille (1932)
- Gustav Figdor-Preis (1934)
- Staatlicher Ehrenpreis (1944)
- Goldener Lorbeer des Wiener Künstlerhauses (1961)